# Амиот 143
Амиот 143 (фр. Amiot 143) је француски двомоторни, вишеседи, висококрилац авион, металне класичне конструкције који се користио као бомбардер, авион за обуку пилота за управљање вишемоторним авионима, транспортни авион и извиђач, између два и у току Другог светског рата.

## Пројектовање и развој
Амиот 140 је победио на конкурсу француског министарства ваздухопловства 1928. године за четвороседи вишенаменски-војни авион потпуно металне конструкције који би могао да се користи као дневни или ноћни бомбардер, пратећи авион са већим дометом и извиђачки авион. Његов развој је трајао до 1934. године, а у производњу је ушао 1935. године. Када је окончана производња ових авиона 1937. године, он је већ био застарио, па је врло кратко време коришћен за основну намену за коју је пројектован.

## Технички опис
Авион Амиот 143 m је једнокрили, слободноносећи висококрилни, вишеседи двомоторни авион потпуно металне конструкције са два ваздухом хлађена радијална мотора Gnome&Rhone 14 Kirs(Kjrs) Mistral Major. Труп му је узак и правоугаоног попречног пресека, носећа структура трупа авиона је била решеткаста конструкција. Облога трупа је од алуминијумског лима. Крила су била дебелог профила металне конструкције трапезастог облика. Стајни трап је био класичан фиксан са гуменим точковима.

### Варијанте авиона серије Амиот 140
- Амиот 140 - Прототип, направљена два комада,
- Амиот 142 - прототип са моторима Хиспано-Суиза 12Nbr направљен само пројект,
- Амиот 143 - серијска производња направљено 138 са прототиповима 144 (178 по неким изворима) авиона,
- Амиот 144 m- авион са преправљеним крилима, увлачи стајни трап, направљен један прототип,
- Амиот 145 - авион са моторима Хиспано-Суиза 14АА остао само на пројекту,
- Амиот 146 - авион са моторима Гноме Роне 18 Lars остао само на пројекту,
- Амиот 147 - авион са моторима Хиспано-Суиза 12Ydrs/Yfrs имао удвојене вертикалне задња површине, обновљено код Амиот 150 BE
- Амиот 150 BE - прототип торпедног и извиђачког авион са пловцима уместо стајног трапа, направљен један прототип, авион је имао двоструки вертикални стабилизатор и увећано крило.

## Земље које су користиле авионе серије Амиот 140
- Француска
- Пољска
- Краљевина Италија
- Краљевина Југославија
- Нацистичка Немачка
- НДХ

## Оперативно коришћење
Укупно је произведено 138 ових авиона и 6 прототипова углавном за потребе Ратног ваздухопловства Француске. Поред Француске, ови авиони су летели и у ратним ваздухопловствима Пољске. У току рата Немачка и Италија су користили заробљене авионе Амиот 143 m. Амиот 143 је у освит Другог светског рата био веома застарео, али је због недостатка већег броја савреминијих бомбардера још увек био основни бомбардер француског ваздухопловства. У току рата је коришћен као транспортни авион и на споредним задацима.

### Авион Амиот 143 m у Југославији
Након пропасти Француске 1940. године, један авион Амиот 143 француског ратног ваздухопловства са чешком посадом је прелетела у Југославију и ту је коришћен у Војном Ваздухопловству Краљевине Југославије (ВВКЈ) све до Априлског рата. После капитулације Југославије Немци су заробљени авион Амиот 143 продали Ратном зркаопловству квислиншке Независне Државе Хрватска где је носио ознаку 1701. Нема поузданих података о томе до када је коришћен овај авион у ЗНДХ.